# At-Tauba

At-Tauba w kaligrafii arabskiej

At-Tauba (arab. ‏سورة التوبة‎ Sūrat ul-Tawbah) – dziewiąta sura Koranu, nazywana także al-Bara’ah „Ultimatum”, zwłaszcza w hadisach. At-Tawbah to jedna z ostatnich sur medyńskich. Została objawiona przed bitwą pod Tabuk, w 630 roku ery chrześcijańskiej, czyli 9 roku hidżry.
Sura ta jest jedyną surą, która nie zaczyna się od basmali, stąd część komentatorów uważa, że powinna być połączona z bezpośrednio ją poprzedzającą surą Al-Anfal.

## Treść
Jest to jedna z najbardziej kontrowersyjnych części Koranu, gdyż zawiera fragmenty znane jako „wersety miecza”. Sura wzywa muzułmanów do walki przeciwko „niewiernym”, posiadającym złe zamiary wobec islamu i pragnącym zbezcześcić świątynię Kaaba:
Zakazane powinno być niewiernym wnijście do przybytku świętego; bo niedowiarstwo które wyznają, czyni ich tego niegodnymi. (9:17)
Należy jednak zwrócić uwagę, że Allah nakazuje walkę zbrojną jedynie przeciwko tym innowiercom, którzy jako pierwsi zaatakowali muzułmanów, łamiąc daną wcześniej przysięgę (chodzi tu o Bizantyjczyków):
Dotrzymajcie wiernie zawartego z bałwochwalcami przymierza; jeżeli oni sami nie łamią go, i jeżeli nie dają pomocy waszym nieprzyjaciołom przeciw wam. Bóg kocha tych, którzy Go boją się. Po upływie świętych miesięcy, zabijajcie niewiernych wszędzie gdzie ich napotkacie, bierzcie ich w niewolę, oblegajcie im miasta, ze wszystkich stron stawcie na nich zasadzki. Jeżeli się nawrócą, i odprawiać będą modlitwy, zapłacić powinni haracz święty: zostawcie ich w pokoju. Pan jest miłosierny i łaskawy. (9:4-5)
Podczas bitwy, wierni mogą liczyć na pomoc aniołów:
Bóg wiernych i Proroka swą strażą otoczył, zesłał zastępy aniołów niewidzialnych oczom waszym, by ukarać niewiernych. (9:26)
Odmowa walki w obronie wspólnoty muzułmańskiej równa się według tej sury odrzuceniu wiary w Allaha:
Wielu Arabów z pustyni, przyszło wymawiać się od wojny. Ci którzy nie uwierzyli w Boga i Proroka, pozostali w domu, odbiorą karę za swój brak wiary. (9:91)